# 차칼라카

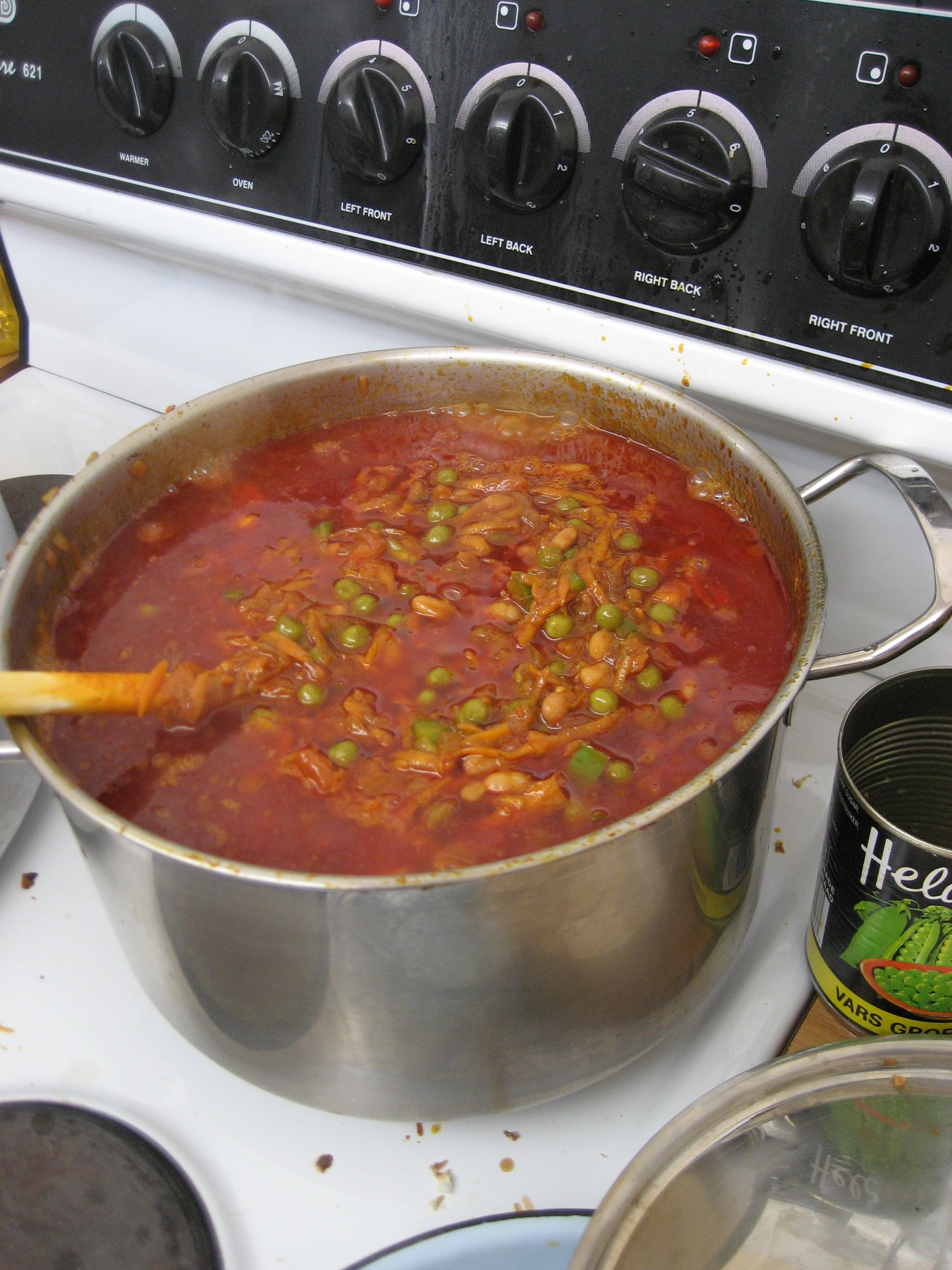
차칼라카

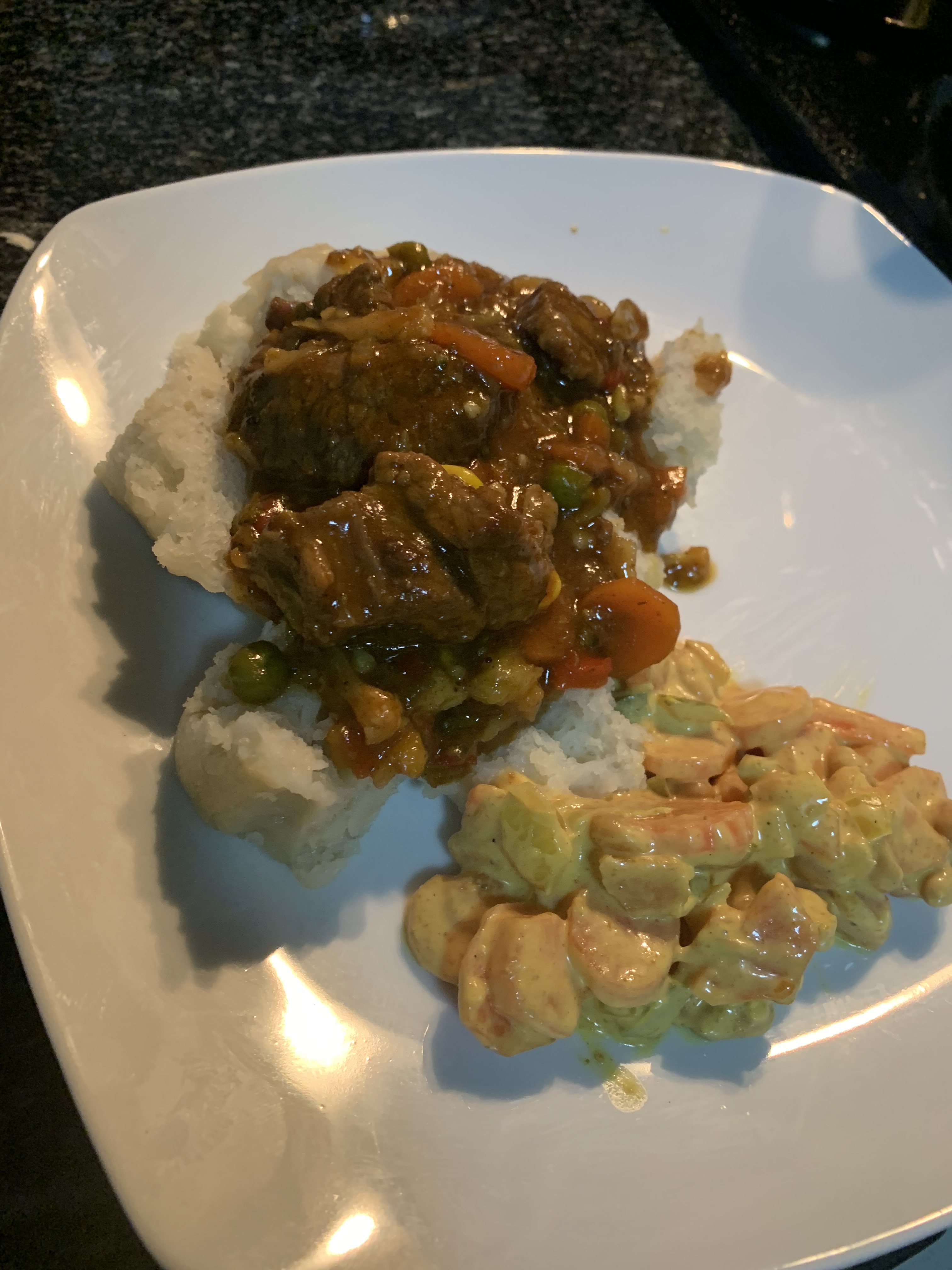
스튜와 함께 제공되는 차칼라카

차칼라카(Chakalaka)는 남아프리카 공화국의 야채 렐리시로, 보통 매운맛이며 전통적으로 빵, 파프, 삼프, 스튜 또는 카레와 함께 제공된다. 차칼라카는 요하네스버그의 타운십이나 요하네스버그 주변의 금광에서 유래했다고 한다. 당시 모잠비크 광부들이 교대 근무를 마치고 통조림 제품(토마토, 콩)에 고추를 넣어 파프에 곁들일 매콤한 포르투갈식 렐리시를 만들었다. 지역과 가족 전통에 따라 차칼라카는 여러 가지 변형이 존재한다. 일부 버전에는 콩, 양배추 및 땅콩호박이 포함된다. 예를 들어, 통조림 베이크드 빈, 통조림 토마토, 양파, 마늘, 커리 페이스트를 사용하여 이 요리를 만들 수 있다.
이것은 브라이 (바비큐)나 일요일 점심 식사와 함께 자주 제공된다. 차갑게 또는 실온에서 제공될 수 있다.

## 같이 보기

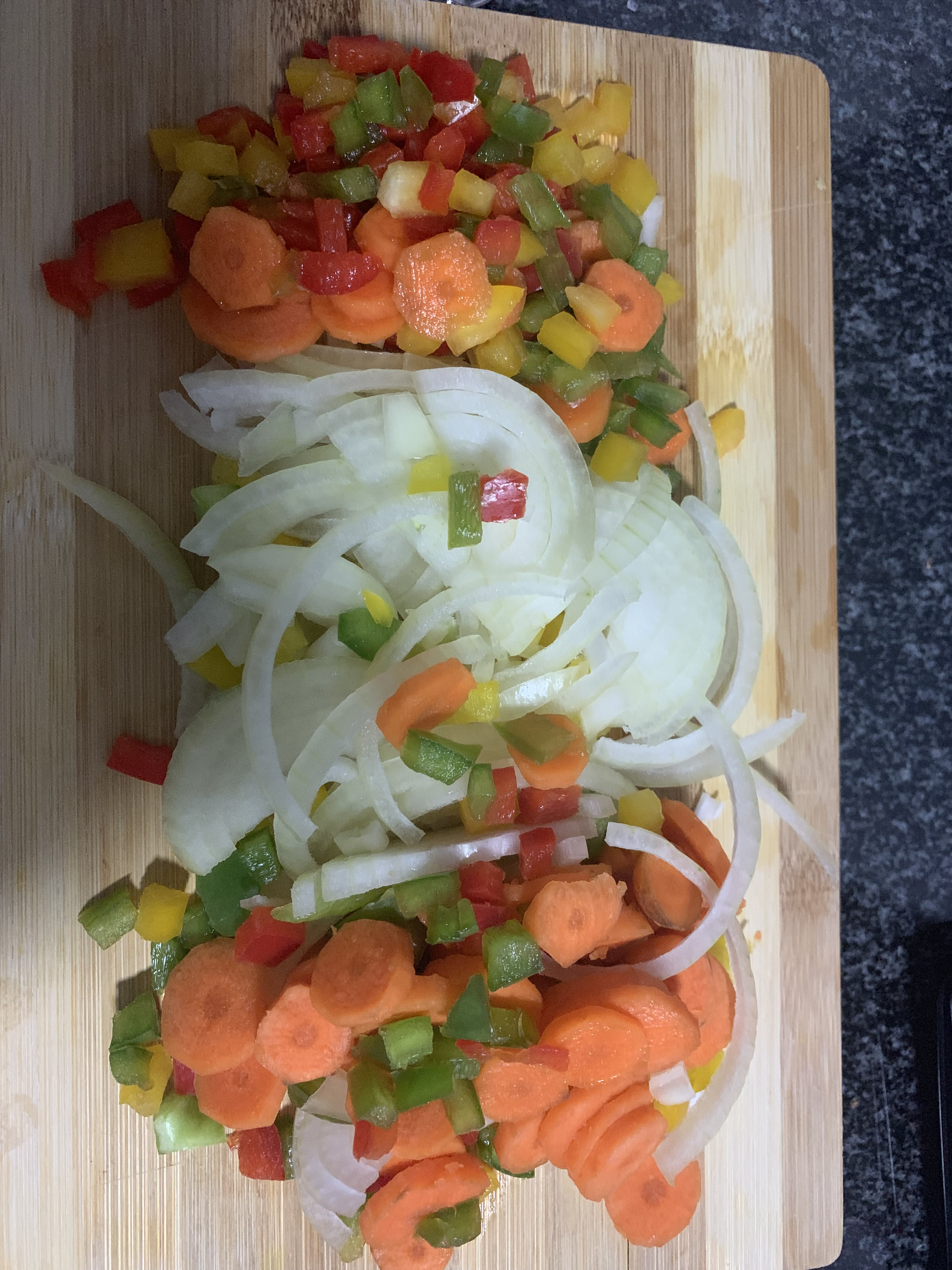
차칼라카 채소

- 음식 포털
- 인도식 피클
- 아프리카 요리 목록
- 남아프리카 공화국 요리